# Lago Indawgyi
Il lago Indawgyi (in birmano အင်းတော်ကြီးကန်, "Grande lago reale") è il lago più esteso della Birmania. Si trova nello Stato Kachin, a 105 km a sudovest di Myitkyina, e ha una superficie di 250 km2. Ha una lunghezza massima di 24 km e una larghezza massima di 13 km.
L'area attorno al lago è piena di colline di boschi ed è parte del Santuario della fauna selvatica del lago Indawgyi, che rappresenta un'importante tappa per gli uccelli migratori. Una delle principali attrazioni del lago è la pagoda Shwemyitzu, che ogni anno richiama circa 80.000 pellegrini.
Il lago è stato soggetto a deterioramento a causa dell'inquinamento di limo e di mercurio per via dell'attività mineraria, nonché a causa del disboscamento illegale e della pesca intensiva.

## Geografia fisica
Il lago Indawgyi è posto a un'altezza di 175 m e la sua profondità massima registrata è di 18,3 m. Le montagne che lo circondano raggiungono vette che vanno dai 300 ai 3000 m. L'area circostante è formata da praterie e foreste pluviali. Nei villaggi disseminati lungo le sue sponde vivono circa 50.375 abitanti distribuiti in diverse tribù come gli shan ni (o tai laing, "shan rossi"), i bamar, i katu e i kachin. La principale fonte di sostentamento della popolazione locale è la pesca, seguita dall'agricoltura e dall'estrazione mineraria dell'oro.

## Clima
Il clima del lago è di tipo subtropicale. La stagione secca va da novembre ad aprile, con picchi di siccità a dicembre e gennaio. I mesi più umidi sono giugno, luglio e agosto.

## Flora
Il bacino del lago è formato da paludi erbacee, terre galleggianti e ampie aree di macrofite sommerse come Vallisneria e Ceratophyllum comune. Intorno ai margini in secca del lago è comune una specie di Barringtonia che presumibilmente viene inondata durante la stagione delle piogge.

## Fauna
Il lago Indawgyi ospita diverse specie di pesci come Gudusia variegata, Notopterus notopterus, Osteobrama belangeri, Osterobrama cunma, Systomus sewelli, Laubuka indawgyiana, Channa sp., Sperata acicularis e Hypsibarbus myitkyinae.
In totale sono stati registrati 10 ordini e 32 famiglie di pesci, la maggior parte dei quali appartenente ai Cypriniformes, oltre che ai Siluriformes e ai Perciformes. La specie esotica maggiormente dominante è Oreochromis niloticus.
Il Santuario della fauna selvatica del lago Indawgyi è una Important Bird and Biodiversity Area ed è un'area protetta dell'Associazione delle Nazioni del Sud-est asiatico (ASEAN) Al suo interno vi sono specie protette come Elephas maximus, Panthera tigris, Panthera pardus, Cervus unicolor, Ursus sp., Capricornis sumatraensis e Bos gaurus. Si stima che il numero totale di uccelli acquatici in inverno superi i 20.000 esemplari, la soglia stabilita dalla Convenzione di Ramsar. Il lago Indawgyi ospita almeno l'1% della popolazione regionale delle seguenti specie di uccelli acquatici: moretta tabaccata, pellicano beccomacchiato, aninga asiatica e oca selvatica.